# Robert I av Frankrike
Robert I (född cirka 865, död 15 juni 923) var en frankisk robertingisk kung över västfrankiska riket.
Son till Robert den starke, hertig av Anjou; bror till Odo, hertig av Paris.

## Biografi
Genom sin bror Odo erhöll Robert fler grevskap inklusive grevskapet Paris och blev också utsedd till abbot in commendam vid många kloster och Robert själv säkrade posten som hertig av frankerna, en viktig militär titel. När hans bror dog 898 gjorde inte Robert anspråk på broderns titel som kung, utan accepterade den karolingiske tronpretendenten Karl den enfaldiges överhöghet. Detta gjorde att han kunde behålla sina poster och egendomar och fortsätta att bekämpa attackerna från vikingar.
Friden mellan kungen och hans mäktiga rival varade ända till 921 då Karls styre, och särskilt hans svaghet för en viss Hagano, väckte sådan irritation hos prästerskapet och många av de mäktigaste adelsmännen att Robert tog till vapen och fördrev Karl till Lothringen. Robert kröntes till kung i Reims 28 juni 922. Karl ställde dock upp en armé och gick till motangrepp och i närheten av Soissons 15 juni 923 drabbade rivalerna samman. Robert blev dödad i striden, enligt traditionen i en kamp man mot man med sin rival.
Robert efterlämnade en son, Hugo den store, vars son Hugo Capet kom att överta tronen från den karolingiska ätten.